# Daniel Nešpor
Daniel Nešpor (28 settembre 1987) è un ex calciatore ceco, di ruolo difensore.

## Carriera
Ha giocato nella prima divisione ceca.